# KTM 660 Rally
La  KTM 660 Rally è una moto progettata dall'austriaca KTM nel 2006 per affrontare i rally raid in condizioni estreme.

## Tecnica
Per elevare l'autonomia, la KTM ha posto su questo modello alcuni serbatoi supplementari nella parte posteriore, portando a 48 i litri totali disponibili per ogni gara. Alle spalle del cupolone è stato ottenuto un vano porta attrezzi in caso di rotture durante lo svolgimento delle gare. A causa delle difficili condizioni di gara, il circuito elettrico è più rinforzato e complesso rispetto alle moto da strada, in quanto il volano deve alimentare le luci posteriori supplementari, l'elettroventola, l'avviamento, le pompe del carburante, il portaroadbook, il GPS nonché il sistema Sentinel. Tale sistema è stato adottato per segnalare al pilota l'eventuale arrivo di veicoli più veloci (fuoristrada o camion) in modo tale che possa dare strada senza incorrere in incidenti.
Per questioni di praticità, sotto le luci anteriori è stato posto un radiatore longitudinale per raffreddare l'olio di lubrificazione del motore. Per permettere al pilota di percorrere lunghe distanze stando in piedi, sono state introdotte delle pedaliere rinforzate. Sul manubrio è stato aggiunto un traliccio di alluminio che ospita gli alloggiamenti per due trip contachilometri, il portaroadbook, due GPS e tre antenne satellitari, di cui una collegata al sistema Sentinel. Sul paramotore di sinistra, la KTM ha inserito un serbatoio da 2 litri per l'acqua. Il motore è derivato dal propulsore Lc4, ma le specifiche tecniche non sono state pubblicate dalla casa madre.

## Risultati sportivi
La moto, guidata dai piloti Cyril Despres e Marc Coma, ha conquistato il podio in tutte le edizioni della Parigi-Dakar tra il 2005 e il 2011.